# Земо-Схвилиси
Земо-Схвилиси (груз. ზემო სხვილისი) — село в Грузии, на территории Ахалцихского муниципалитета края (мхаре) Самцхе-Джавахети.

## География
Село находится в южной части Грузии, на левом берегу реки Борбалис (правый приток реки Поцхови), на расстоянии приблизительно 3 километров (по прямой) к западу от города Ахалцихе, административного центра муниципалитета. Абсолютная высота — 1071 метр над уровнем моря.

## Население
По результатам официальной переписи населения 2014 года, в Земо-Схвилиси проживало 278 человек (144 мужчины и 134 женщины). В национальной структуре населения грузины составляли 81 %, армяне — 18,7 %, русские — 0,3 %.
| Год  | Население, человек |
| ---- | ------------------ |
| 2002 | 336                |
| 2014 | ↘ 278              |